# Balneario

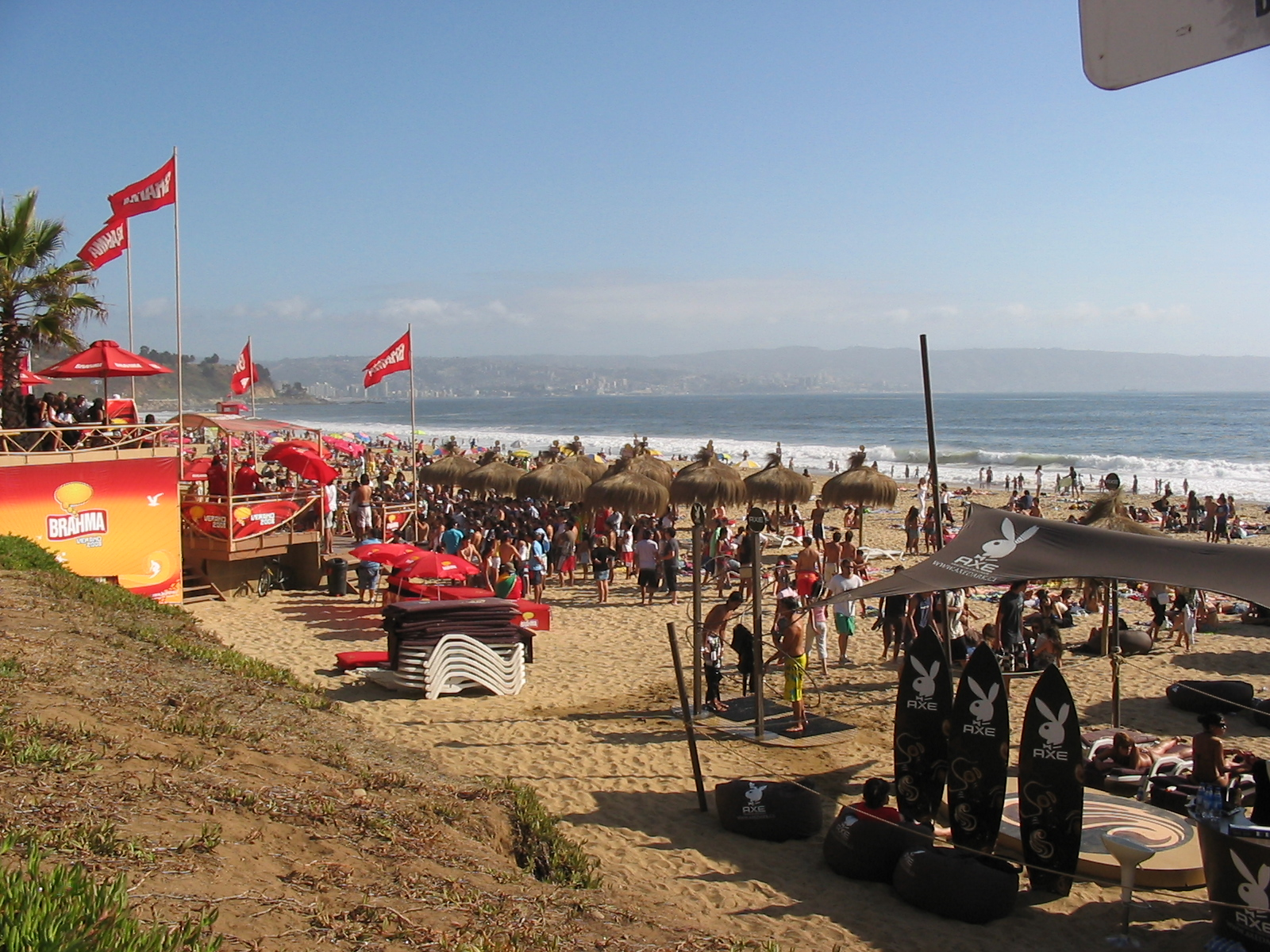
Balneario de Reñaca en la región de Valparaíso (Chile)

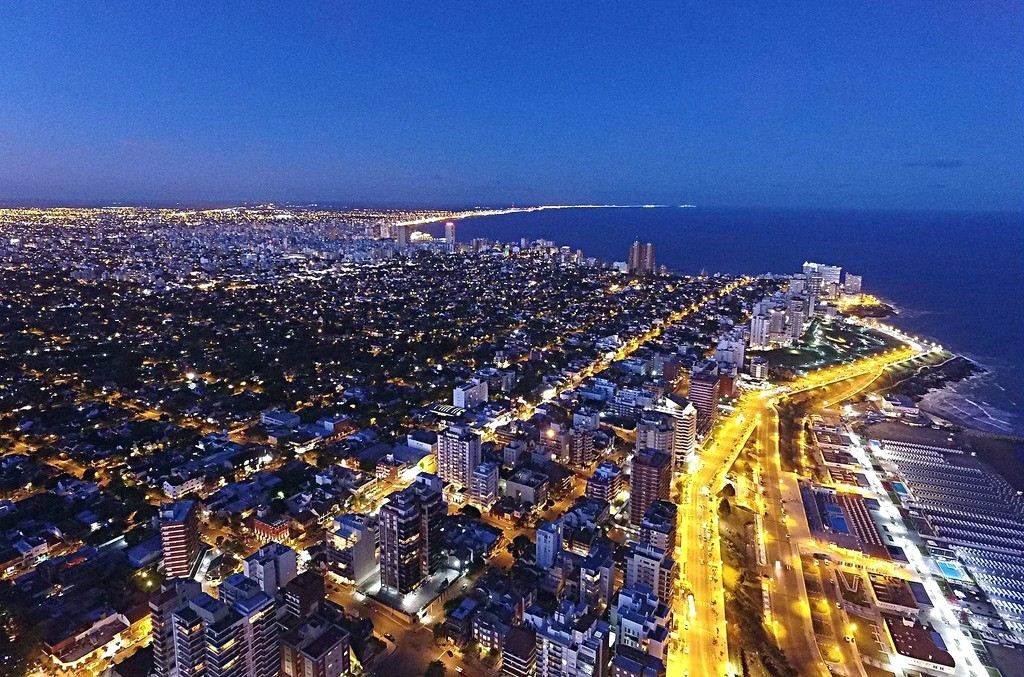
Mar del Plata, la ciudad balnearia más importante de Argentina

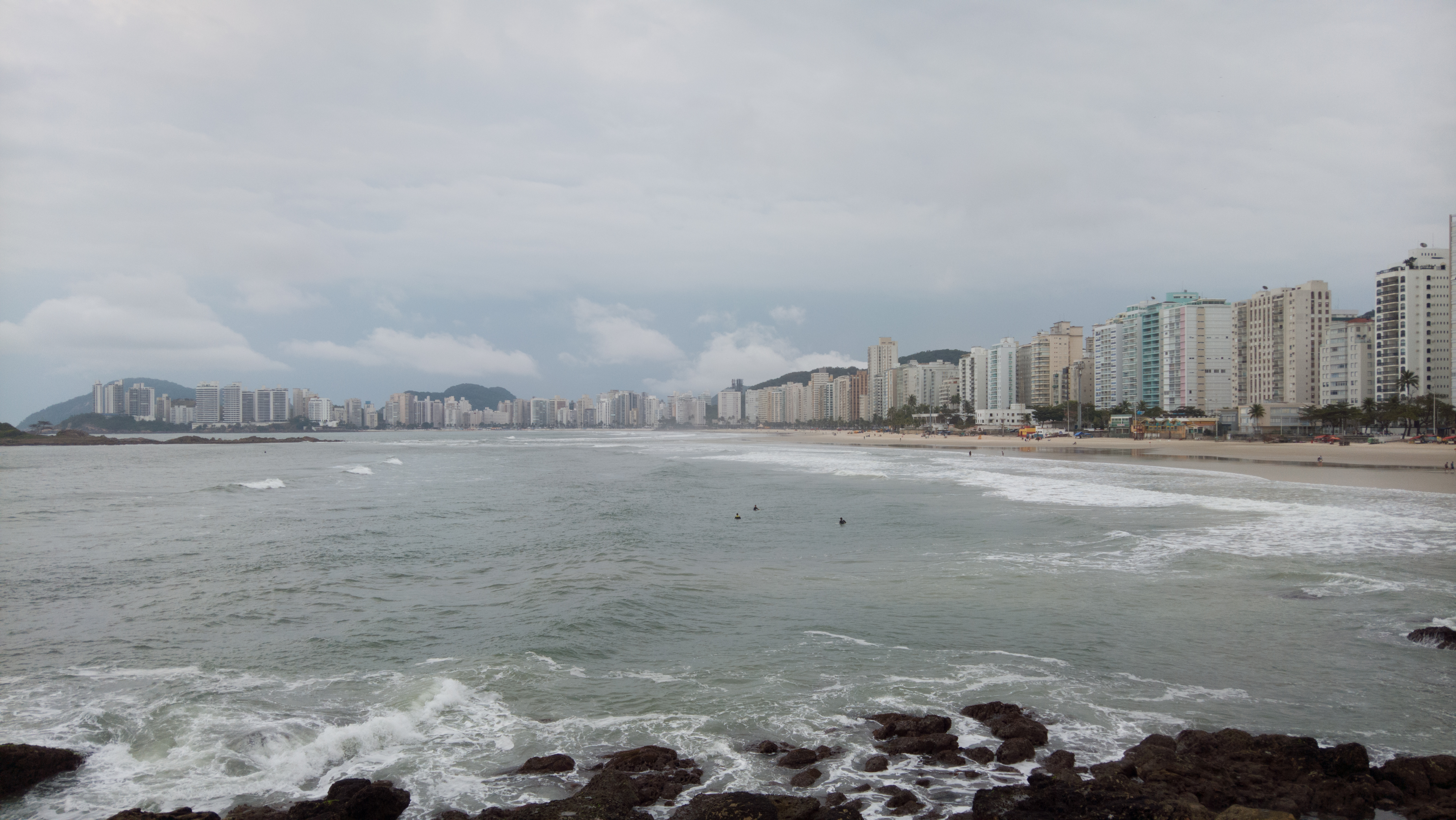
Playa de Pitangueiras, en la Estancia Balnearia de Guarujá (estado de São Paulo, Brasil)

Un balneario es un paraje, urbanización o lugar que se encuentre junto al mar o al lado de un arroyo, río, lago o laguna, que funciona como lugar de descanso, esparcimiento en la tierra y en el agua, integración familiar, social y práctica de deportes. Los balnearios marítimos (llamados playas) tienen servicios de salvavidas, baños, guardarropas, ventas de alimentos, pícnic, sillas de descanso y sombrillas, locales comerciales de obsequios y recuerdos, música y entretenimiento en vivo, restaurantes, discotecas y servicios de alquiler de: motos acuáticas, lanchas, tablas de surf, chalecos salvavidas, juguetes acuáticos, artículos deportivos, trajes de buceo, entre otros. En estos lugares se ofrecen también lecciones de natación, buceo y surf. Muchos de los servicios mencionados para playas aplican igualmente en balnearios de ríos y lagos que reúnan las condiciones para ofrecerlos. En Colombia, los balnearios también son sitios para reunir e integrar familias, vecinos y conocidos en reuniones sociales que se conocen como "Paseos de Olla", donde se preparan alimentos como asados y sancochos, concepto que no se aplica en las playas al estar prohibida por ley la preparación de alimentos en estas.

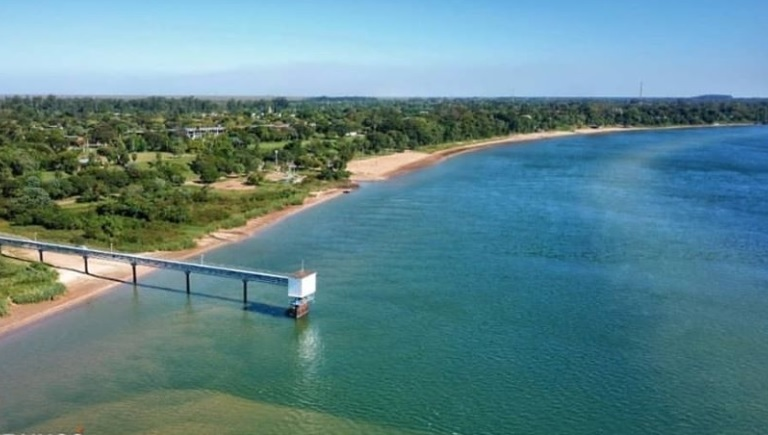
Playa Punta Norte en la ciudad de Ituzaingó, Corrientes